# ギャレット・レイノルズ (アメリカンフットボール)
ギャレット・レイノルズ（Garrett Reynolds 1987年7月1日- ）はテネシー州ノックスビル出身のアメリカンフットボール選手。現在NFLのアトランタ・ファルコンズに所属している。ポジションはガード。サンフランシスコ・フォーティナイナーズで活躍したジャック・レイノルズの甥である。

## 経歴
ノースカロライナ大学では右タックル、右ガードとして3シーズン先発を務めた。2009年のNFLドラフト5巡でアトランタ・ファルコンズに指名されて入団した。
2011年、7試合に先発出場したが、その後ジョー・ホーリーにポジションを奪われた。
2012年は開幕から第6週までは右ガードで先発したが、シーズン絶望となる背中の負傷により、ピーター・カンズにポジションを奪われた。同年11月故障者リスト入りした。
フリーエージェントとなる直前の2013年3月9日、ファルコンズと2年間の契約延長に合意した。